# Капова пещера
Ка́пова пеще́ра (Ка́повая, Бе́льская, Шульга́н-Таш, Шулюга́н; баш. Шүлгәнташ) — карстовая пещера на территории Бурзянского района республики Башкортостан, Россия. Находится на реке Белой в одноимённом заповеднике «Шульган-Таш». Пещера наиболее известна благодаря наскальным рисункам первобытного человека эпохи палеолита. В 2014 году общая длина ходов составляла 2640 м, площадь пола — 20 200 м², объём — 105 000 м³, глубина — 30 м.
До открытия изображений в Каповой пещере (1959) пещерная живопись считалась характерной только для западной части Европы. В 2025 году Капова пещера (первым из объектов на территории Башкирии) была внесена в список Всемирного наследия ЮНЕСКО. На территории Южного Урала (и России в целом) известны ещё две пещеры с палеолитической живописью — Игнатьевская и Колокольная (Серпиевская-2).
В Каповой пещере открыто более 190 палеолитических изображений, хотя сохранность многих из них оставляет желать лучшего. Относительно хорошо сохранилось не более полусотни рисунков. Самые известные изображения — мамонтов, лошадей, носорогов, бизонов и верблюда — находятся довольно далеко от входа (от 300 метров и далее), что не совсем типично для пещерной живописи. Большинство изображений выполнено красной охрой, иногда с контуром из древесного угля.

## Название
О происхождении названия «Капова» существует две версии. Первая — от звука капели, постоянно происходящей внутри, и вторая — от слова «капище» (храм), поскольку есть свидетельства, что в доисторические времена пещера использовалась как храм (для этой же цели были сделаны наскальные рисунки). В исторические времена (средневековье) использовалось в качестве языческого капища, о чём свидетельствуют башкирские легенды и археологические раскопки.
Название «Шульган-таш» происходит от башкирского языка. «Таш» в переводе — камень, а Шульган — это река, впадающая в Белую рядом со входом в пещеру. Утверждается, что «шу-ульган» в переводе с «древнего диалекта башкирского» означает «вода умерла, канула в небытие», то есть название реки означает: «вода умерла в камне», «вода ушла под камень». Кроме того, Шульган — персонаж башкирского эпоса «Урал-батыр», старший брат главного героя — повелитель подземного мира.

## География
Это слаборазветвлённая трёхэтажная спелеосистема протяжённостью около 3 км с вертикальной амплитудой 165 м (с учётом сифонных подводных полостей) с крупными залами, галереями, подземными озёрами и рекой. Пещера имеет три гипсометрических уровня (этажа), нижний из них занят речкой Подземный Шульган, которая и образовала эту пещеру. Пещера образована в хемогенных известняках в карстовом массиве высотой около 140 м. В непосредственной близости от пещеры, приблизительно вдоль неё, проходит глубокий карстовый каньон Шульгана длиной около трёх километров, переходящий в суходол с крупными карстовыми воронками и озёрами.
При подходе к Каповой пещере можно увидеть «Грот мамонта», расположенный в отдельной скале. Своё название грот получил благодаря тому, что его тени на закате солнца ложатся таким образом, что напоминают мамонта с опущенным хоботом.
Вход в пещеру находится на южном склоне горы Сарыкускан и представляет собой огромную арку около 30 метров в высоту. Слева от входа в пещеру расположено озеро, из которого вытекает речка Шульган. Озеро имеет диаметр около 3 м и глубину 85 м (фактически, это не озеро, а вертикальный участок русла реки). Вода в озере непригодна для питья из-за примесей, но используется для лечебных ванн.

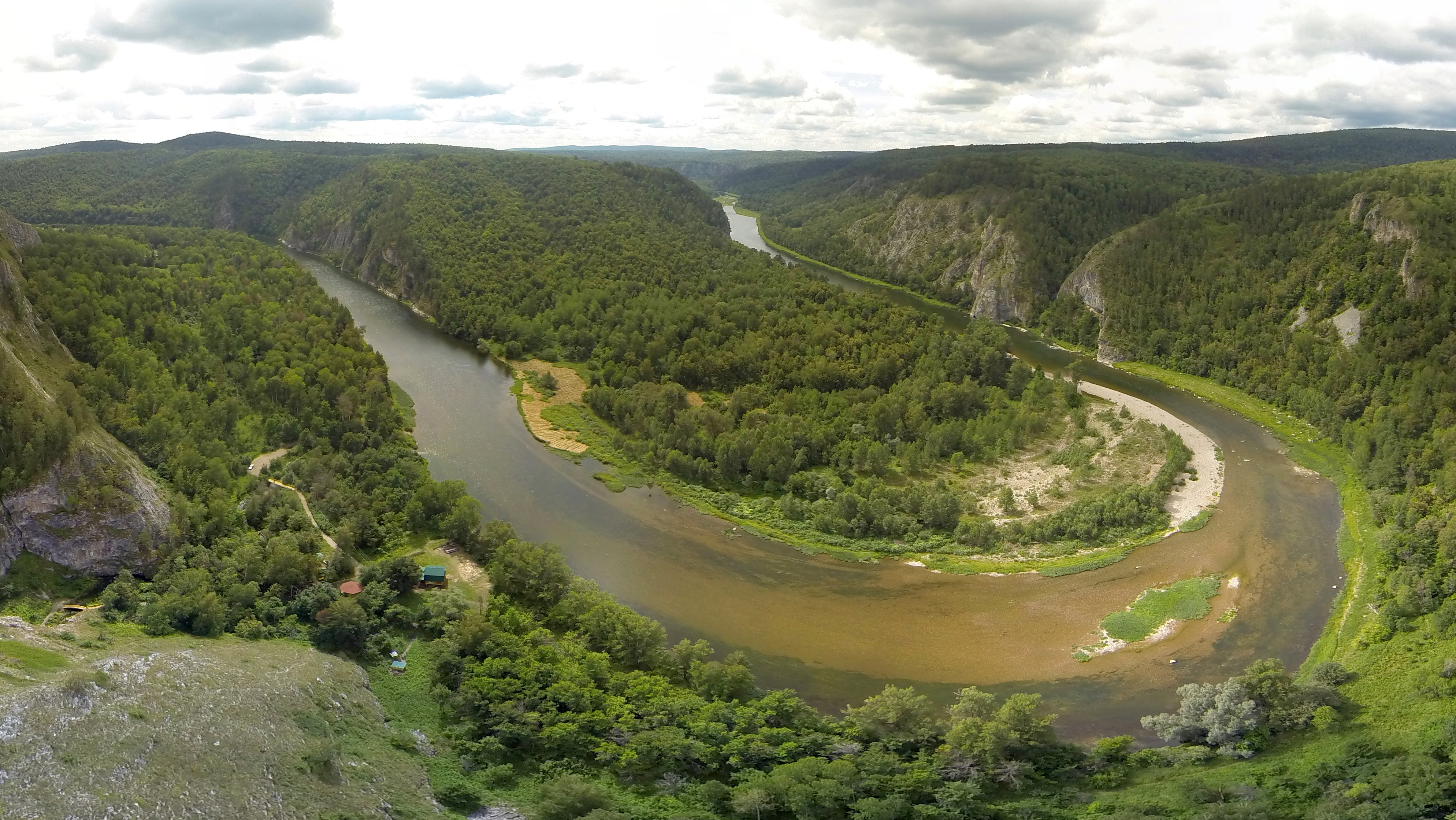
Окрестности пещеры
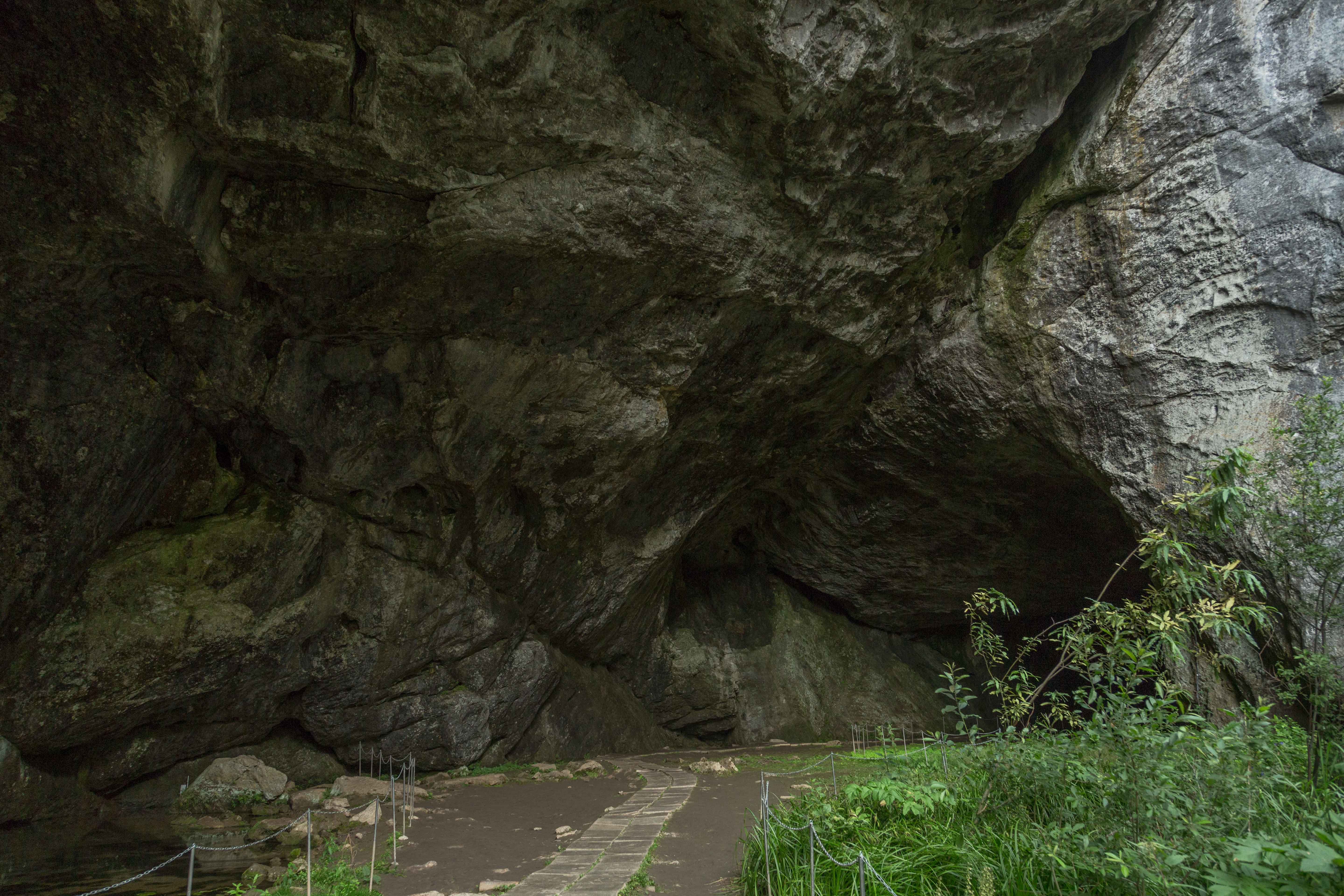
Вход
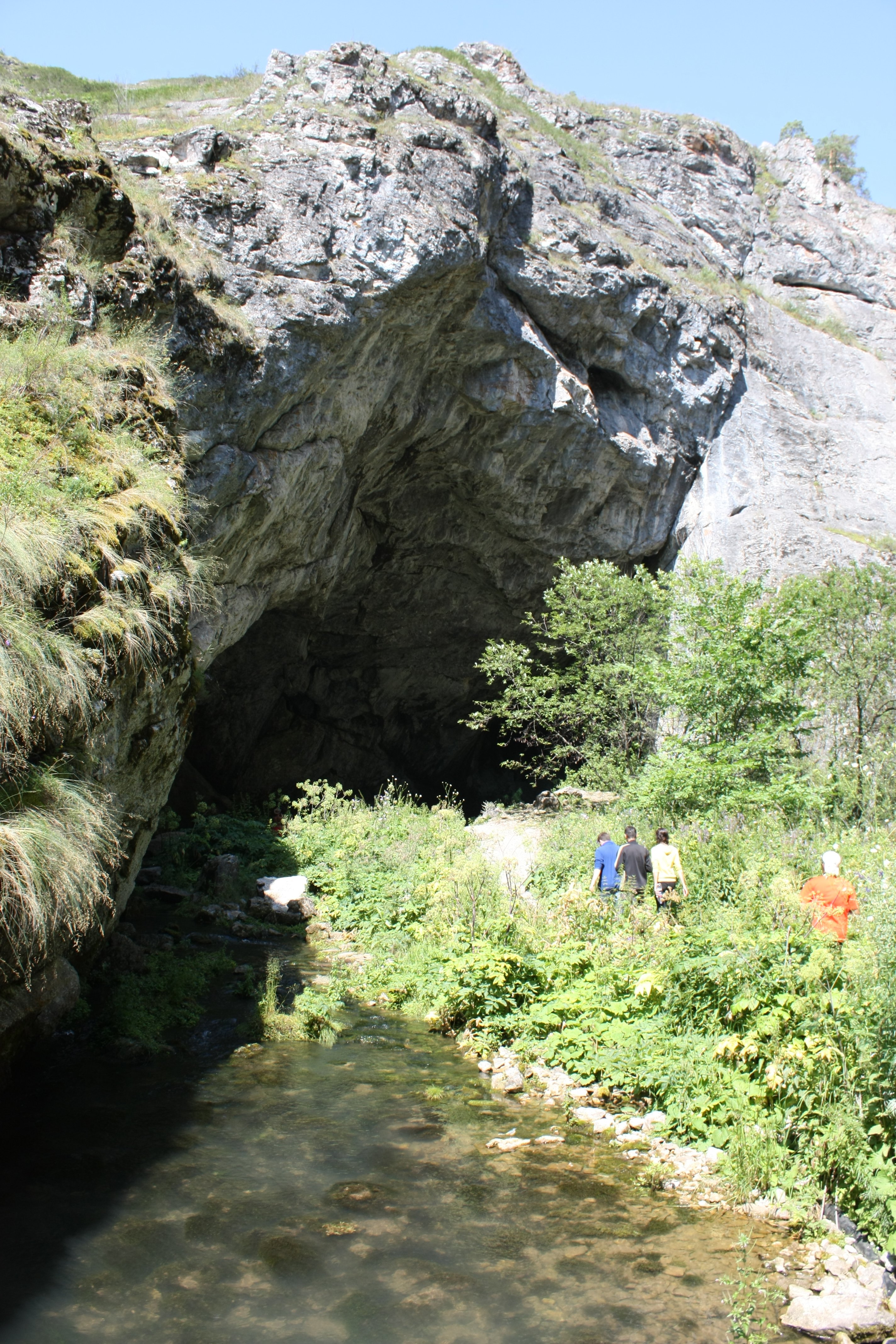
У входа в пещеру
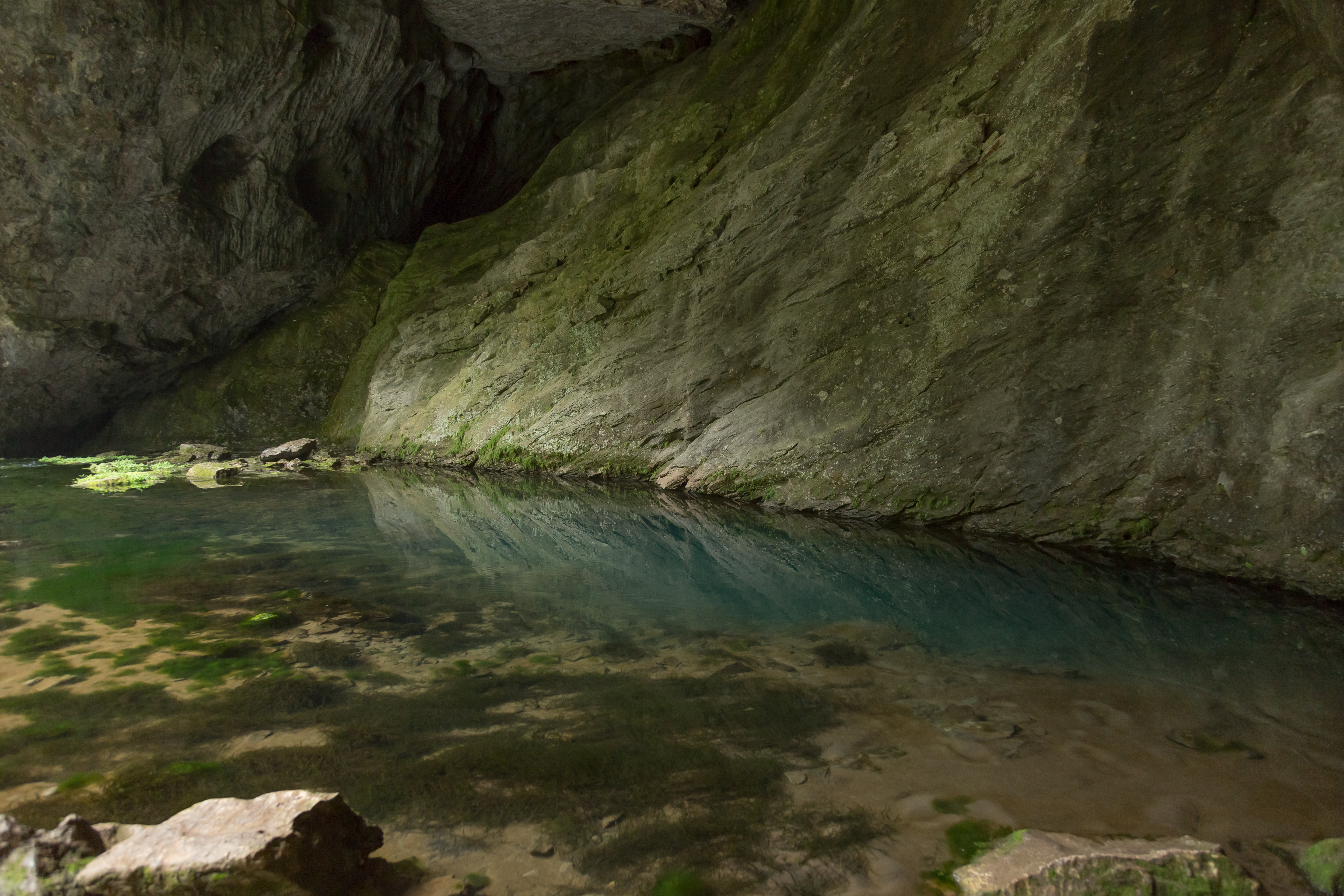
Голубое озеро

## Сталактиты
В 2019 году был открыт четвёртый этаж пещеры с большим количеством сталактитов, возраст которых превышает 100 000 лет. Одно из крупных минеральных образований возвышается над полом пещеры на 3 м, а в ширину составляет 8 м.

## Флора и фауна
Флора и фауна пещеры хорошо изучена.

### Бактерии
Исследованиями учёных из лаборатории микологии и микробиологии Санкт-Петербургского научно-исследовательского центра экологической безопасности РАН в пещере были найдены многие физиологические группы бактерий: сероокисляющие, сульфатредуцирующие, нитрифицирующие, железоокисляющие и марганецокисляющие.

### Грибы
За последние десять лет было проведено много исследований грибов в пещере и выделено 38 видов микромицетов, принадлежащих к 3 отделам и 13 родам, образующим споры.

### Мхи
Моховой покров сосредоточен у входа в пещеру. Были в частности найдены: Bryopsida (Anomodon viticulosus (Hedw.) Hook. et Tayl., Neckera besseri (Lob.) Jur., Tortella tortuosa (Hedw.) Limpr., Campylophyllum halleri (Hedw.) Fleisch., Schistidium apocarpum (Hedw.) B. S. G., Timmia bavarica Hessl., Platygyrium repens (Brid.) B. S. G.) и Marchantiopsida (Plagiochila porelloides (Nees) Lindenb.)

### Беспозвоночные
Были найдены черви: круглые черви (тип Nematoda) и малощетинковые черви (класс Oligochaeta). Предполагается, что черви попадают в пещеру по трещинам с поверхности. Также были найдены двустворчатые моллюски (класс Bivalvia), остракоды или ракушковые раки (подкласс Ostracoda), веслоногие раки гарпактициды (отряд Harpacticoida) и ногохвостки (отряд Collembola).
Найдено два отряда паукообразных: Acariformes (акариформные клещи) и Parasitiformes (паразитиморфные клещи).
Обнаружены три семейства жесткокрылых или жуков (отряд Coleoptera): Carabidae, Leiodidae (Catopidae), Staphylinidae (6 видов).
Найдено два семейства двукрылых (отряд Diptera): Sciaridae и Mycetophilidae (3 вида).

### Позвоночные
Из земноводных были встречены лягушки и тритоны. Предполагается, что они попали в пещеру во время половодья. У входа в пещеру встречаются жабы.
Из рыб были найдены: таймень, хариус и гольян. Причём они ничем не отличались от обычных речных и, вероятно, проникают в подземную реку через Голубое озеро из реки Белой.
Наконец летучие мыши представлены шестью видами: ночница Брандта (Myotis brandtii), усатая ночница (Myotis mystacinus), водяная ночница (Myotis daubentonii), ночница Наттерера (Myotis nattereri), бурый ушан (Plecotus auritus) и северный кожанок (Eptesicus nilssonii).

## Наскальные рисунки

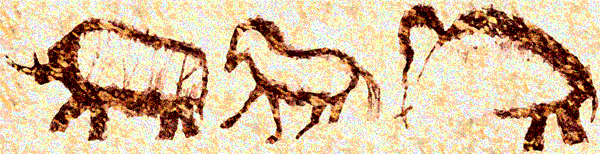
Копии наскальных рисунков

Капова пещера известна благодаря наскальным рисункам первобытного человека периода палеолита, датируемых периодом от позднего солютре до среднего мадлена. Рисунки находятся на гладкой стене в дальнем конце зала Хаоса на первом этаже. Ближайшие аналоги — в Западной Европе.
Рисунки были открыты в 1959 году зоологом заповедника А. В. Рюминым. В исследованиях древней живописи большую роль сыграли Институт археологии АН СССР (прежде всего О. Н. Бадер и В. Е. Щелинский), которые выявили более 50 рисунков, в последние десятилетия — Всероссийский геологический институт и Русское географическое общество в лице Ю. С. Ляхницкого, благодаря исследованиям которого сейчас описано 173 рисунка или их реликтов — красочных пятен. Рисунки выполнены в основном краской из охры, смешанной с животным жиром, возраст их около 18 000 лет, изображены мамонты, лошади и другие животные, антропоморфные фигуры. Есть редкие изображения углём. В пещере имеются изображения не только животных. Так, в верхнем и среднем ярусах учёные обнаружили изображения хижин, треугольников, лестниц, косых линий. Самые древние рисунки находятся в верхнем ярусе. Они были нарисованы в эпоху позднего палеолита, когда на планете жили кроманьонцы. На нижнем ярусе Каповой пещеры находятся более поздние изображения конца ледникового периода. Их размер варьируется между 44 и 112 сантиметрами. 
Рисунки в разной степени сохранности — часть их скрывается под натёками кальцита, часть, до придания пещере статуса заповедной, оказалась под автографами туристов-вандалов, часть смывается влагой, текущей по стенам. Проблема поиска надёжных методов консервации рисунков ещё не решена. В целях безопасности оригиналов живописи экскурсантам демонстрируются копии рисунков в натуральную величину в привходовой части пещеры.
Поскольку для сохранения рисунков пещера закрыта для свободного посещения, в феврале 2012 года был создан виртуальный фототур для возможности интерактивного посещения всей пещеры любым желающим. С июля 2012 года для этого установлен интерактивный киоск в музее на территории заповедника.
В ноябре 2017 года под слоем кальцита и современной «наскальной живописи» в пещере было найдено изображение верблюда — единственное в мире, сохранившееся со времён палеолита. Находка доказывает, что художник видел верблюдов на Нижней Волге или в каком-то ином удалённом месте (так как на территории Южного Урала верблюды тогда не водились).
|                     |  |                                              |  |                                  |  |
| Схема первого этажа |  | Копия в антропологическом музее, Брно, Чехия |  | Копии рисунков древнего человека |  |

### Датировка живописи
По состоянию на 2025 год оценка возраста рисунков, основанная на уран-ториевом датировании, относит их к периоду примерно от 14 500 до 36 400 лет назад. Этот диапазон получен в результате анализа кальцитовых натёков, расположенных под и над изображениями: cамый древний подстилающий кальцит датируется 36,4 ± 0,1 тыс. лет назад, а самый молодой перекрывающий кальцит — 14,5 ± 0,04 тыс. лет назад. При этом радиоуглеродное датирование культурных слоёв пещеры указывает на более узкий временной промежуток — примерно от 16 300 до 19 600 лет назад.
По данным, которые в 2015 году приводил исследователь южноуральской наскальной живописи Владислав Житенёв, в Купольном зале для разных палеолитических слоёв радиоуглеродным методом были получены калиброванные даты 16,7—16,3 тыс. лет до настоящего времени и 30,7—29,3 тыс. лет до настоящего времени.

## Исследования
В палеолитическом культурном слое зала Знаков со святилищем, функционировавшем в одну из заключительных фаз последнего (валдайского или вюрмского) оледенения 16-14 тыс. л. н., была найдена глиняная чашечка, имеющая почти округлую форму и выпуклое донце. Предположительно, чашечка служила для приготовления и хранения красителя (охры) или была жировой лампой. Её диаметр составляет 6 см, а высота около 2 см. На верхнем срезе видна полосчатая окраска глинистого теста. Внутренняя вогнутая поверхность чашечки окрашена в красный цвет, а внешняя выпуклая поверхность имеет бежевую окраску, что соответствует естественной окрашенности глины. Возможно, внутренняя поверхность чашечки была обожжена, а наружная нет.

### Антропологические и генетические материалы
В Купольном зале Каповой пещеры в разных местах были обнаружены антропологические материалы голоценового времени, в том числе фрагменты двух черепов.
Исследование ДНК обитателей Каповой пещеры, принадлежавших к межовской культуре эпохи бронзы, показало, что они обладали Y-хромосомными гаплогруппами R1a и R1b и митохондриальными гаплогруппами I5, M1 и U5.

## Туризм

### История
Пещеры использовались людьми с давних времён. Первые исследователи пещер П. И. Рычков (в 1760 году) и И. Лепёхин (в 1770 году) указывают на то, что пещера Шульганташ использовались башкирами как укрытие во время войн.
В работе П. И. Рычкова содержится намёк на культовое использование пещеры: засушенная человеческая голова, возможно, мумифицированная, натолкнула его на эту мысль. И. И. Лепёхин, поднявшийся на 3 ярус в 1770 году и Г. В. Вахрушев в 1923 году отмечают наличие древних, покрытых известковым туфом досок с вырезанными на них фигурами, которые могли иметь культовое значение.
В 1855 году 3-й ярус пещеры ещё не был открыт, о чём говорит краткое сообщение А. И. Ацтипова и Н. Г. Меглицкого, которое содержит упоминание только о 2 ярусах.
Начиная с 1880-х годов появляются сведения о посещении Каповой пещеры экскурсантами (например, в 1896, 1899 и 1907 годах). По сообщениям ряда авторитетных спелеологов, наиболее старые надписи (граффити) на стенах второго и третьего ярусов относятся именно к этому периоду. Вахрушев нашёл старые лестницы, полусгнившие трапы и определил, что они относятся к середине 1890-х годов. Судя по их количеству и по свидетельствам старожилов, поток туристов был довольно интенсивным, увеличившись в 1920-х и затем в 1950-х.
Древняя живопись была открыта зимой 1959 года зоологом Башкирского заповедника А. В. Рюминым, который занимался планомерным исследованием пещеры начиная с 1954 года.
В 1923 году были найдены явные следы использования третьего яруса: остатки перегнившей органики и древесные гнилушки, перемешанные с глиной, которые были удалены из пещеры только в 1996 году.

В конце 1950-х и первой половине 1960-х годов появляются металлические лестницы, ведущие на третий ярус, что увеличивает поток туристов. Во второй половине XX века туристы существенно попортили сталактиты Бриллиантового зала, исчезла большая часть натёков в Хрустальном зале, появлялись всё новые надписи, даже поверх древних рисунков, в пещере скапливался бытовой мусор, оставалась копоть, грязь на стенах. 

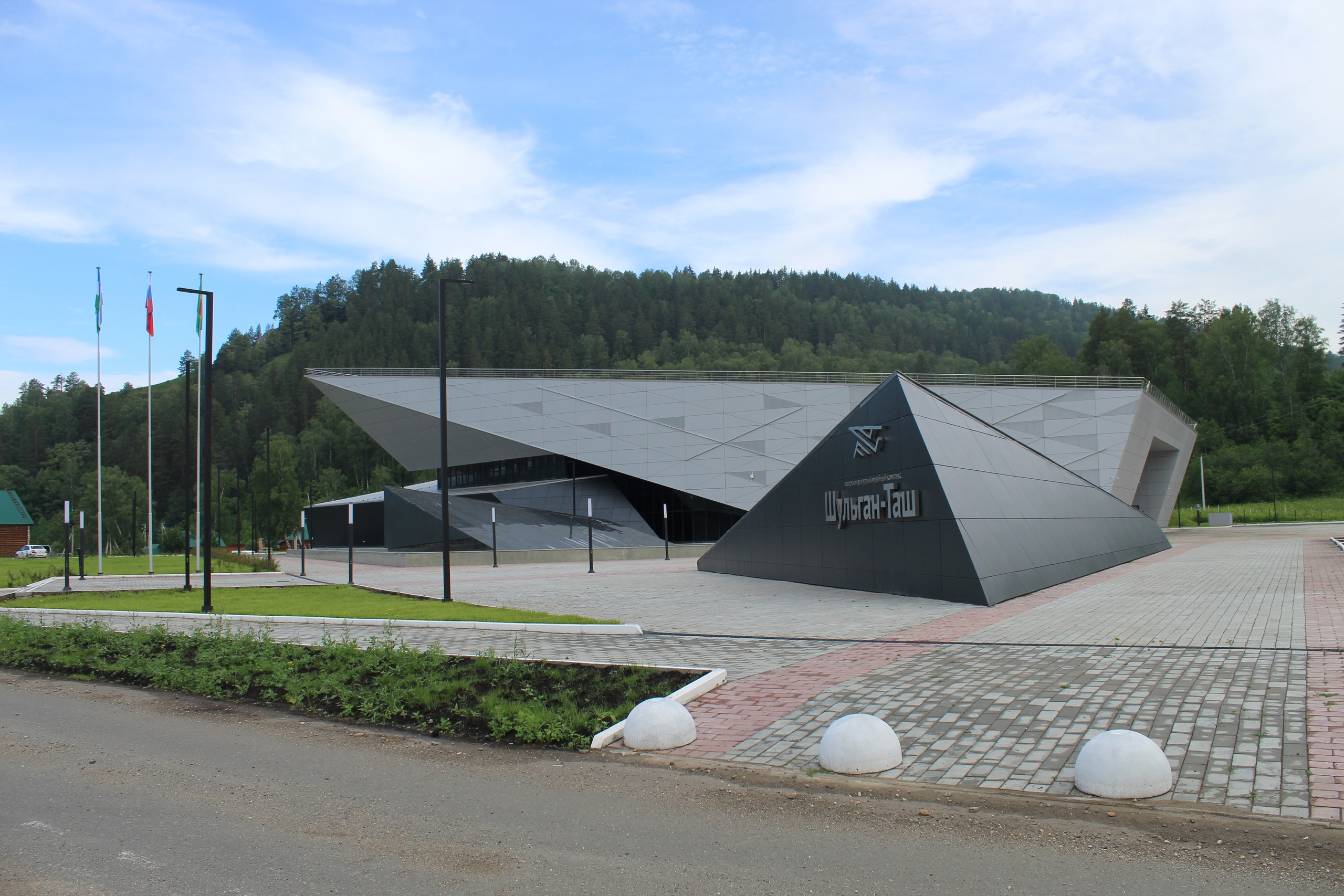
Историко-культурный музейный комплекс «Шульган-Таш»

В конце 1971 года постановлением Совета Министров БАССР был введён запрет на посещение пещеры экскурсантами, в заповеднике установили охрану.

### Современность
Капова пещера находится под круглосуточной охраной, и в ней ведутся постоянные научно-исследовательские работы. Залы с палеолитической живописью закрыты для посещения. Наскальные рисунки посетители могут увидеть в копиях, расположенных в зоне переменного микроклимата пещеры (Главная галерея) в 2003 году и выполненных художниками-реставраторами Эрмитажа.
В 2018 году возле Каповой пещеры началось строительство современного историко-культурного комплекса «Шульган-Таш», площадь которого составит более четырёх тысяч квадратных метров. В нём разместятся лаборатории научно-исследовательского комплекса, фондохранилище и зал археологических экспонатов, в котором будет воспроизведена наскальная живопись. Открытие комплекса состоялось 9 июля 2022 года при участии президента РАН Александра Сергеева.